# Virtuelle Fachbibliothek Benelux
Die Virtuelle Fachbibliothek Benelux (ViFa Benelux) ist ein wissenschaftliches Recherche- und Informationsportal für die Disziplinen Niederlandistik, Niederlande-, Belgien-, Luxemburgforschung, Frisistik und Afrikaanse Philologie. Als Virtuelle Fachbibliothek verfolgt die ViFa Benelux einen zugleich informativen wie auch interaktiven Anspruch. Ziel dieses modular aufgebauten Angebotes ist es, Wissenschaftlern, Studierenden und sonstigen Interessierten einen zentralen Anlaufpunkt für die Online-Recherche zu bieten sowie den fachlichen Austausch zu fördern.
Die ViFa Benelux ist ein mit Förderung der Deutschen Forschungsgemeinschaft entwickelter Service des ehemaligen DFG-Sondersammelgebietes Benelux, der gemeinsam von der Universitäts- und Landesbibliothek Münster (Sammelschwerpunkt Niederländischer Kulturkreis) und der Universitäts- und Stadtbibliothek Köln (Sammelschwerpunkt Belgien/ Luxemburg) aufgebaut wurde. Die ViFa Benelux ist Partner von Webis (Sammelschwerpunkte an deutschen Bibliotheken) und Teil des Systems der überregionalen Literaturversorgung in Deutschland.
Die ViFa Benelux wurde im Jahr 2018 abgelöst durch das Portal des  Fachinformationsdienstes Benelux / Low Countries Studies.